# 朱瘦菊
朱瘦菊（1892年—1966年12月31日），笔名海上说梦人，中国作家、电影制片人。
朱瘦菊起初參與創辦上海影戏公司。後來離開該公司，並於1925年參與創辦大中華百合影片公司，朱瘦菊任总经理兼編導。朱瘦菊在1920年代至少執導了15部电影，其中至少有3部由阮玲玉主演。他的大部分執導的电影都未能流傳下來。 此外他還是小說《歇浦潮》、《新歇浦潮》的作者。1949年，朱瘦菊前往无锡居住了一段時間。